# Тежі Саваньє
Тежі Теді Саваньє (фр. Téji Tedy Savanier, нар. 22 грудня 1991, Монпельє, Франція) — французький футболіст, центральний півзахисник «Монпельє».

## Ігрова кар'єра

### Клубна
Тежі Саваньє починав займатися футболом на аматорському рівні. Пізніше він приєднався до футбольної школи «Монпельє» зі свого рідного міста. Але провів лише один сезон, граючи за дублюючий склад команди і в 2011 році перейшов до клубу Ліги 2 «Арль».
У серпні 2015 року футболіст підписав річний контракт з клубом «Нім». Пізніше контракт був ще кілька разів продовжено. За результатами сезону 2017/18 «Нім» посів друге місце у Лізі 2 і вийшов до Ліги 1. В дебютному сезоні в еліті Саваньє став кращим асистентом турніру, випередивши таких відомих футболістів, як Анхель Ді Марія та Ніколя Пепе. Серед ТОП - 5 чемпіонатів Європи Саваньє випередив лише Еден Азар, який в сезоні зробив лише на одну гольову передачу більше.
Влітку 2019 року Саваньє повернувся у свій рідний клуб «Монпельє». Сума трансфера склала близько 10 млн євро, що є клубним рекордом.

### Збірна
У 2021 році Тежі Саваньє у складі олімпійської збірної Франції брав участь у літніх Олімпійських Іграх у Токіо, де відзначився одним забитим голом.

## Титули
- Гравець місяця у Лізі 1: грудень 2021[7]